# Limsjön, Dalarna
Limsjön är en sjö i Leksands kommun i Dalarna och ingår i Dalälvens huvudavrinningsområde. Sjön har en area på 0,31 kvadratkilometer och ligger 163 meter över havet. Sjön avvattnas av en damm som mynnar i Dalälven.
Limsjön har fått sitt namn av det fornsvenska ordet lim= ljus. Det anses osäkert om sjön fått sitt namn av byn Lima eller tvärtom. Limsjön är en av Dalarnas främsta fågellokaler. Under 1980-talet var sjön starkt utsatt för igenväxning, men den har därefter genomgått en omfattande restaurerning och utflödet i Dalälven reglerats genom en damm. Sjön har gjorts lättillgänglig genom en spångad vandringsled runt hela sjön. Fyra fågeltorn och ett gömsle finns vid sjön.
Bland häckande fåglar märks trana, knölsvan, svarthakedopping samt flertalet änder som skedand, årta, bläsand, brunand och stjärtand. Vattenrall och småfläckig sumphöna och gräshoppsångaren förekommer rikligt rund sjön. Ett stort antal vadarfåglar rastar här under vår och höst. Även ovanligare fåglar som gråhakedopping, dubbelbeckasin, och dvärgmås har visat sig under häckningstiden.

## Delavrinningsområde
Limsjön ingår i det delavrinningsområde (673659-145658) som SMHI kallar för Utloppet av Limsjön. Medelhöjden är 191 meter över havet och ytan är 6,78 kvadratkilometer. Räknas de 7 avrinningsområdena uppströms in blir den ackumulerade arean 59,78 kvadratkilometer. Bodaån som avvattnar avrinningsområdet har biflödesordning 2, vilket innebär att vattnet flödar genom totalt 2 vattendrag innan det når havet efter 270 kilometer. Avrinningsområdet består mestadels av skog (38 procent) och jordbruk (25 procent). Avrinningsområdet har 0,48 kvadratkilometer vattenytor vilket ger det en sjöprocent på 7 procent. Bebyggelsen i området täcker en yta av 1,52 kvadratkilometer eller 22 procent av avrinningsområdet.

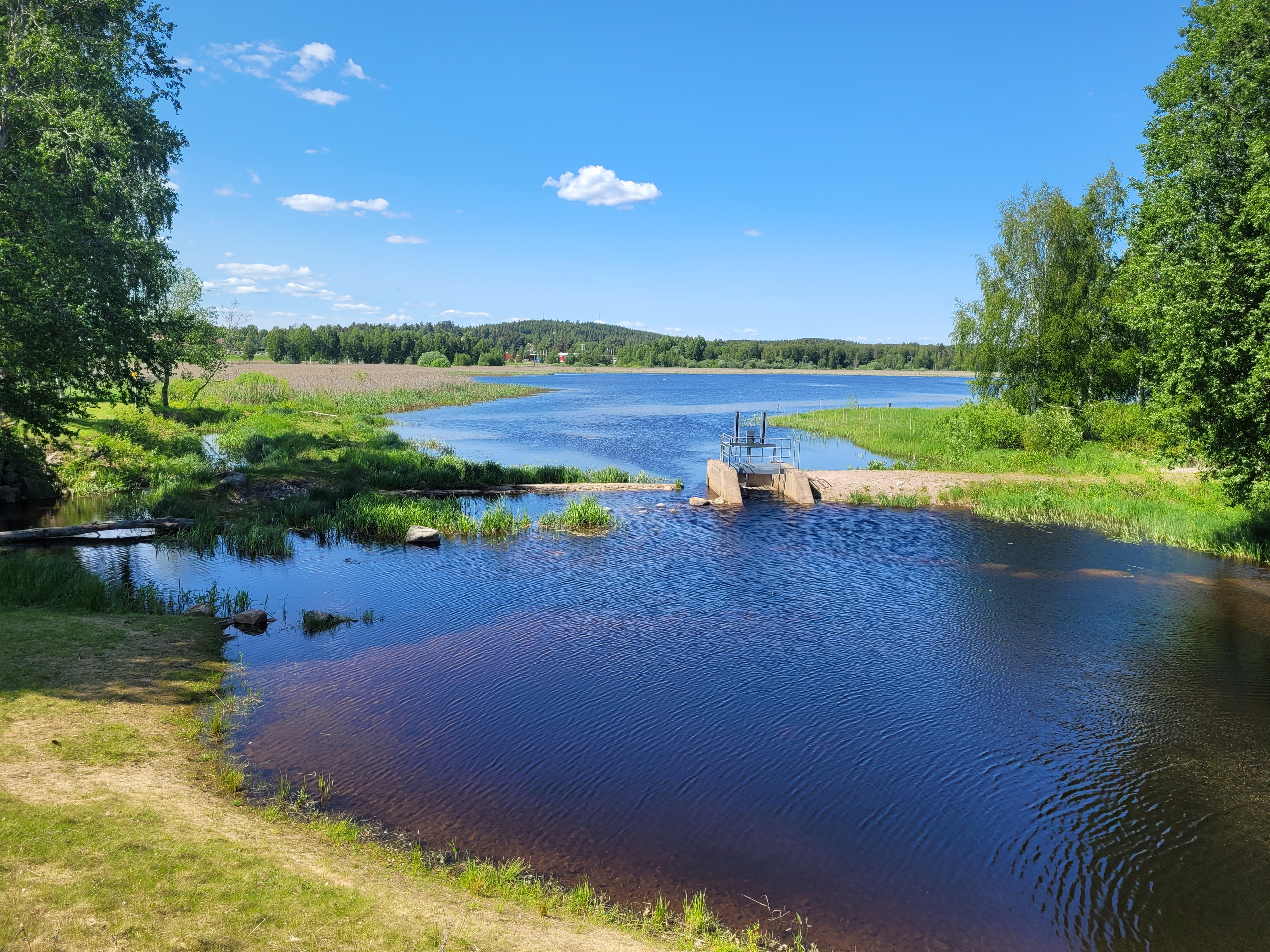
Damm med gäddtrappa vid Limsjöns utlopp i Dalälven.
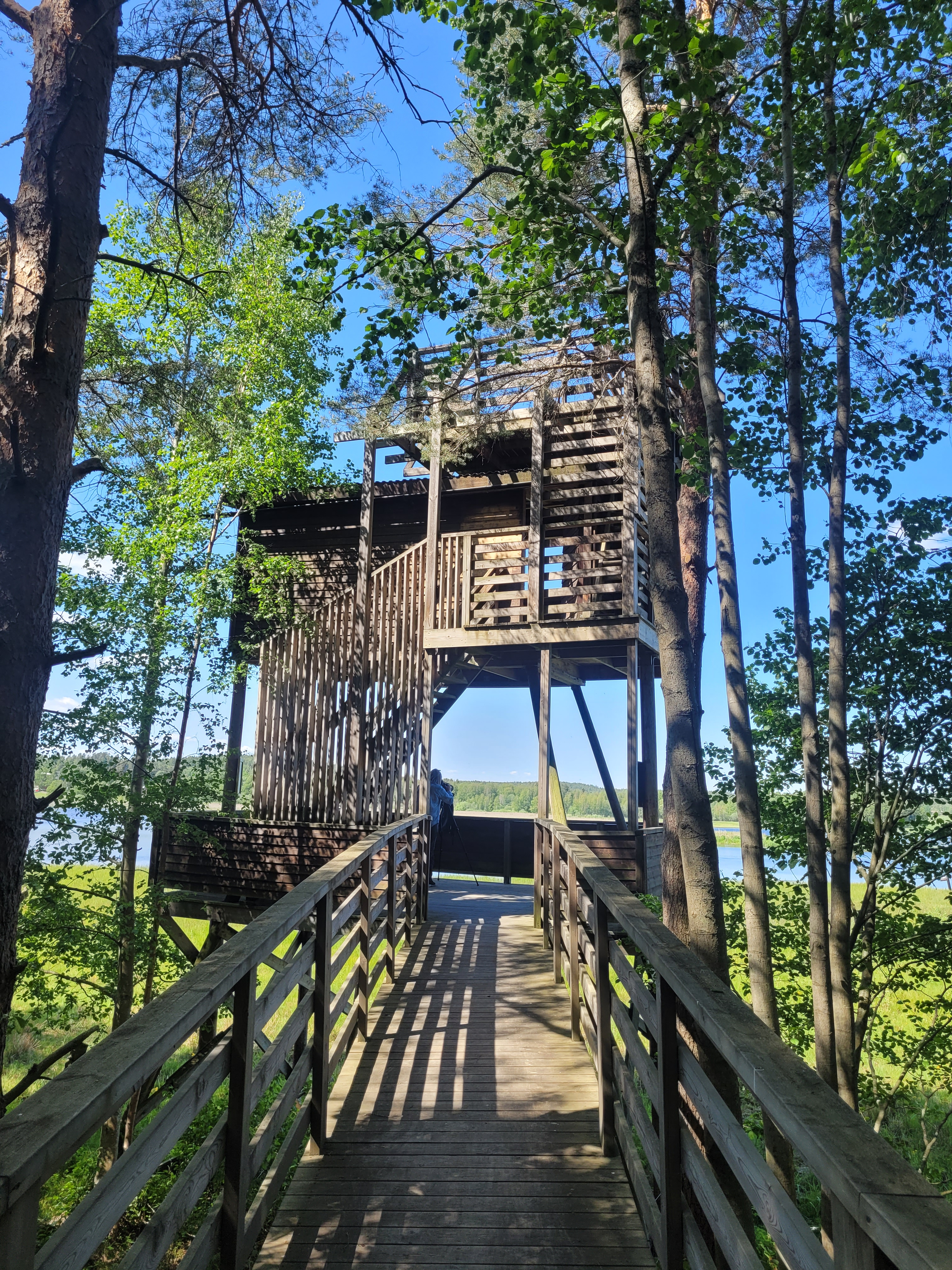
Fågeltorn med ramp upp till första våningen.
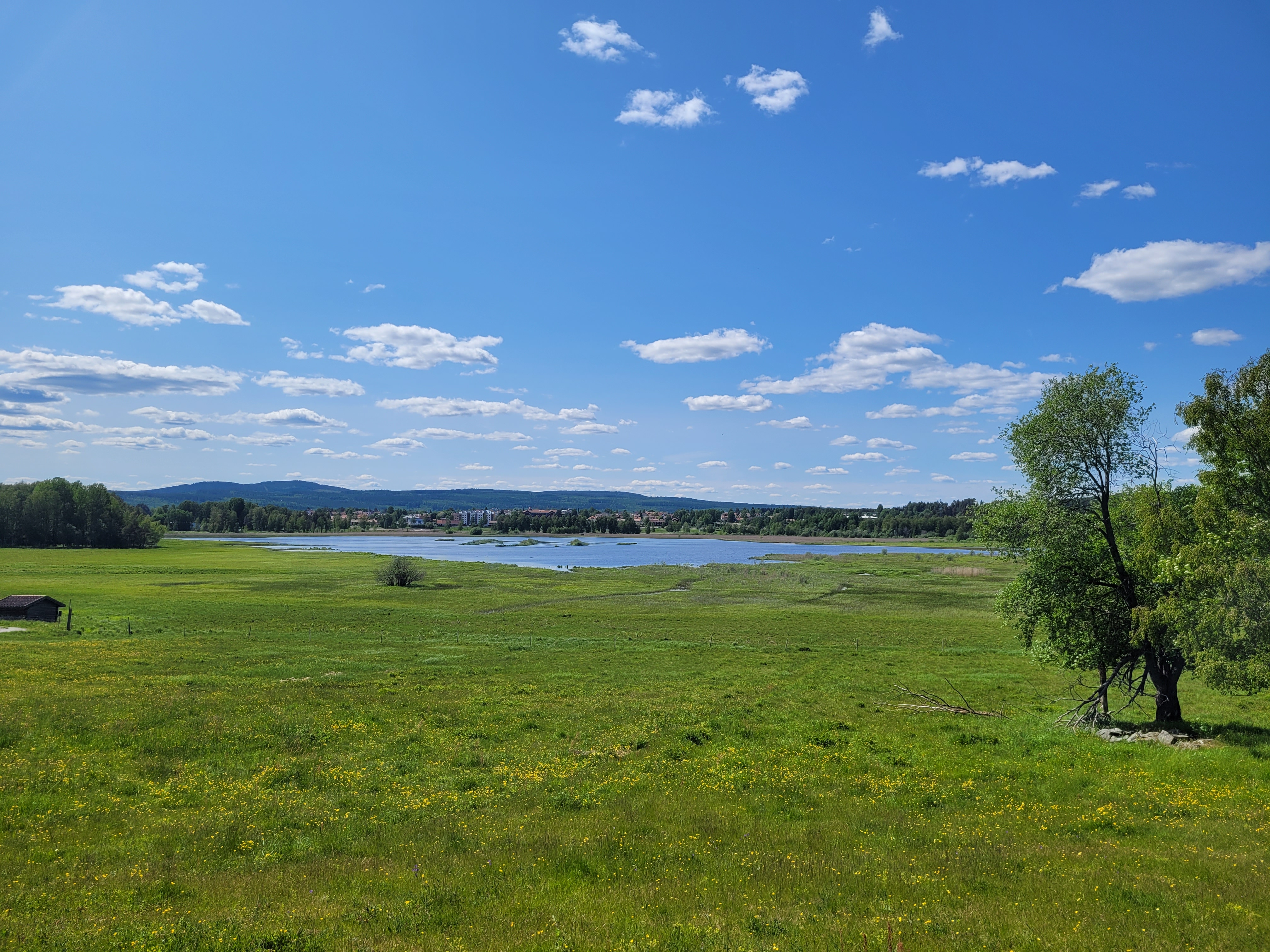
Sjön från östra sidan.
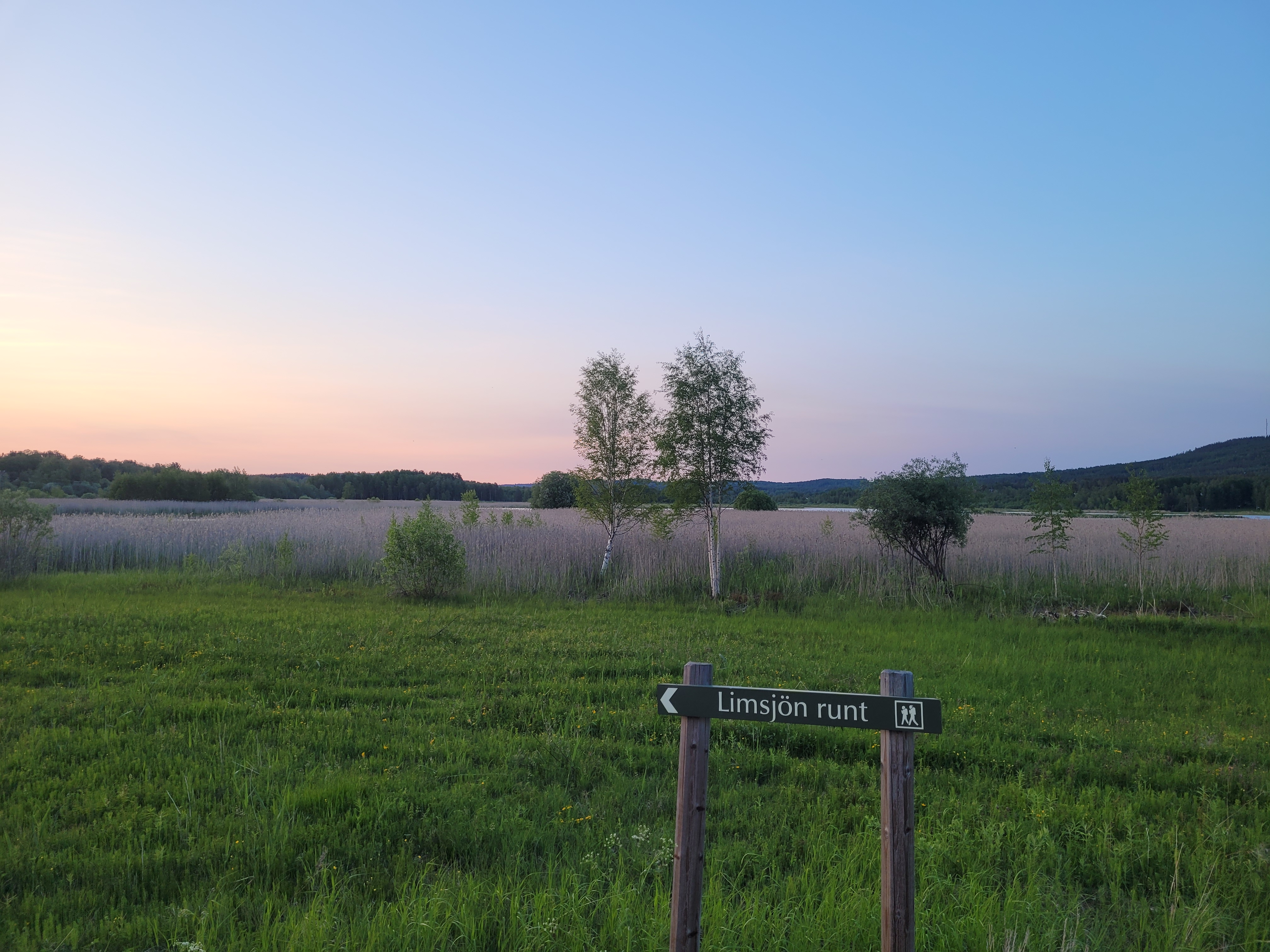
Fält, sjö och skylt som markerar leden.